# Рокки 2
«Рокки 2» (англ. Rocky II; название на DVD — «Рокки II») — художественный фильм режиссёра Сильвестра Сталлоне, вышедший в прокат в 1979 году. В России фильм был показан на телеканале НТВ в 1995 году.

## Сюжет
Действие охватывает время с января по ноябрь 1976. Заканчивается 15-го раунд тяжёлого боя, показанного в предыдущем фильме. Оба боксёра получили повреждения. После боя Рокки зовёт Адриану, которая поднимается к рингу. Аполло Крид объявлен победителем боя решением судейства, Адриана и Рокки обнимаются, и Рокки говорит ей, что он её любит.
Аполло совсем недоволен такой неубедительной победой и, несмотря на то, что сразу после боя сказал, что реванша не будет, сам вызывает Рокки на ответный поединок когда и где захочет, но Рокки отказывается. После боя Рокки и Аполло в санитарной машине везут в больницу, где они ещё раз встречаются в фойе. Рокки потом приходит в палату к Аполло и спрашивает у противника: «Ты выкладывался по полной?», на что тот отвечает «Да». Хотя Аполло Крид и сумел сохранить чемпионство по очкам, он всё же зол на Рокки, ведь тот — первый человек, который умудрился продержаться до конца поединка. Аполло требует реванша, но Рокки в ответ заявляет, что он уходит из бокса. Он принимает это решение из-за риска потерять зрение. После лечения в больнице Рокки наслаждается прибылью, полученной за бой с Аполло. Он покупает первый автомобиль, двухэтажный дом и женится на Адриане. Рокки решил использовать свой образ «Итальянского Жеребца», снимаясь в рекламе, но у него ничего не выходит из-за плохого чтения.
Рокки не может найти хорошую работу из-за недостатка образования, и соглашается работать грузчиком на мясоперерабатывающем заводе, где раньше работал его шурин Полли. С этого завода его скоро увольняют из-за сокращения, и Рокки приходит к своему тренеру Микки с просьбой стать его менеджером и помочь ему снова драться. Тот отказывается, говоря, что Рокки почти ослеп и не видит правым глазом. Тогда Рокки просится на работу помощником в зале у Микки. Адриана беременна, но она вынуждена вернуться к старой работе в зоомагазине. В то же время Крид получает множество писем с резкими высказываниями о его победе над Рокки и о том, что бой был подставным. Он принимает решение посильнее надавить на Рокки, чтобы тот всё-таки принял предложение о реванше. У Рокки начинаются проблемы из-за этого давления. В итоге он решает принять вызов на День Благодарения и начинает тренировки. Микки учит Рокки драться правой, чтобы тот лучше защищал больной глаз и получил преимущество внезапности. Однако Адриана противится возвращению супруга в спорт, и без её поддержки у Рокки пропадает желание тренироваться. Когда Полли ссорится с сестрой и пытается уговорить её поддержать мужа, та теряет сознание, у неё начинаются преждевременные роды на почве стресса. После рождения сына Адриана впадает в кому. Рокки прекращает тренировки, чтобы быть рядом с женой. Адриана находится в коме довольно долго — за это время Рокки даже научился неплохо читать. Когда Адриана выходит из комы, к ней и Рокки приносят сына. Рокки тоже впервые видит его, так как он хотел посмотреть на ребёнка только вместе с женой. Рокки говорит Адриане, что если она хочет, он не будет участвовать в этом бою, на что Адриана просит его: «Сделай для меня одну вещь. Победи! Победи!». После этого он, воспрянув духом, начинает всерьёз тренироваться и достигает своей лучшей формы.
Как и в первом фильме, Рокки тренируется, бегая по городу, но на сей раз люди приветствуют его, так как он стал местной знаменитостью после первого боя с Аполло. Во время пробега к нему присоединяются дети и их число увеличивается. К тому времени, когда он достигает Бульвара Бенджамина Франклина в центре города, сотни молодых людей успевают присоединиться к нему. В конечном счете, они следуют за Рокки к вершине Филадельфийского Музея Искусств, с энтузиазмом выкрикивая его имя. И в этот момент Рокки вскидывает руки вверх в знак победы.
Рокки и Аполло снова выходят на ринг. Аполло немедленно атакует, побеждает в первых двух раундах и ведёт по очкам. Рокки внезапно отбрасывает соперника назад, бой стаовится всё более ожесточённым. В начале пятнадцатого раунда тренер Аполло просит подопечного не пытаться нокаутировать Рокки, так как он уже побеждает по очкам, но распалившийся не на шутку Крид решает доказать всем, что сможет закончить бой нокаутом. Микки советует Рокки перейти на левую руку. Он сначала отказывается, но во время боя решает послушаться и сбивает Аполло заключительным ударом. Однако от явного изнеможения Рокки тоже падает. Рефери начинает отсчитывать 10 секунд, а оба борца из последних сил пытаются встать. Обессилевший Аполло валится в угол, а Рокки, держась за канаты, встает на счёт «9», и его объявляют новым чемпионом мира в тяжёлом весе. В послематчевой речи Рокки благодарит Аполло за бой и Микки за его помощь в тренировке, а после он выкрикивает: «Адриана! Я сделал это!».

## В ролях
- Сильвестр Сталлоне — Рокки Бальбоа
- Талия Шайр — Адриана Бальбоа
- Берт Янг — Поли Пеннино
- Карл Уэзерс — Аполло Крид
- Бёрджесс Мередит — Микки Голдмил
- Тони Бёртон — Тони «Дюк» Эверс
- Сильвия Милс — Мэри Энн Крид, жена Аполло
- Фрэнк Сталлоне — певец

## Кассовые сборы
- Соединенные Штаты Америки: 85,182,160 долл.
- Мировой прокат: 200,182,160 долл.[1]

## Отзывы
На сайте-агрегаторе Rotten Tomatoes фильм имеет рейтинг 71% на основании 31 критического отзыва.